# Detour (film din 1945)
Detour (1945) este un film noir thriller regizat de Edgar G. Ulmer. În rolurile principale interpretează actorii Tom Neal și Ann Savage.
În 1992, Detour a fost selectat pentru conservare în Registrul Național de Film al SUA de către Biblioteca Congresului, fiind considerat "important din punct de vedere cultural, istoric sau estetic".
Filmul a ajuns în domeniul public, fiind disponibil pe internet pentru descărcare liberă. 

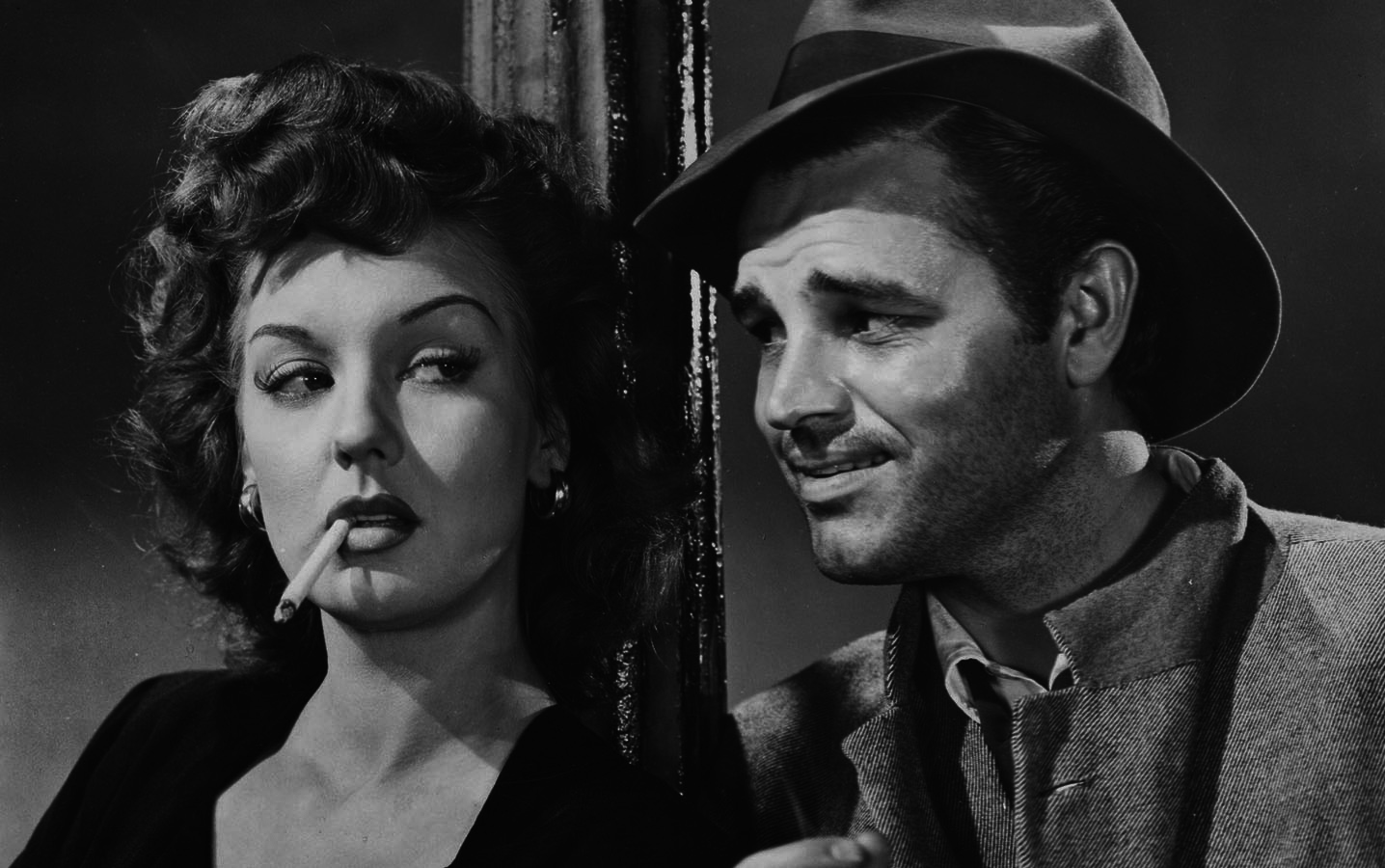
Ann Savage și Tom Neal.

## Prezentare
În flashback, pianistul Al Roberts de la un club de noapte din New York face autostopul spre Hollywood ca să se întâlnească cu iubita sa Sue. Într-o noapte ploioasă, cartoforul Charles Haskell Jr. (Edmund MacDonald) fuge de frica poliției, dar Roberts ia identitatea acestui om. Însă, datorită unei dame care-l șantajează, fiecare mișcare a lui Roberts îl aruncă și mai adânc în necazuri...

## Distribuție
- Tom Neal ca Al Roberts
- Ann Savage ca Vera
- Claudia Drake ca Sue Harvey
- Edmund MacDonald ca Charles Haskell Jr
- Esther Howard ca Holly, chelneriță restaurant
- Don Brodie ca vânzător de mașini second hand